# Avispa Fukuoka
Avispa Fukuoka (アビスパ福岡 Abisupa Fukuoka) là một câu lạc bộ bóng đá chuyên nghiệp của Nhật Bản, hiện tại đang thi đấu tại giải J1 League. Đội bóng đặt trụ sở ở Hakata, Fukuoka. "Avispa" có nghĩa là "tò vò" trong tiếng Tây Ban Nha. Họ đã được ban đầu được gọi Fujieda blux và có trụ sở tại Fujieda, Shizuoka trước khi chuyển đến Fukuoka năm 1994.Sau khi trở thành nhà vô địch của 1995 Japan Football League với tên gọi Fukuoka Blux và được gia nhập  vào J. League từ mùa giải 1996, Avispa Fukuoka có lịch sử lâu nhất là một câu lạc bộ J. League bị cho rớt hạng nhanh chóng nhất khỏi bất kỳ giải đấu nào của Nhật Bản như là J. League Hạng 1, Hạng 2, J. League Cup hoặc Emperor's Cup.

## Lịch sử

### Ở Fujieda
Câu lạc bộ được thành lập với tên gọi là Chuo Bohan F.C. vào năm 1982 bởi các công nhân của công ty bảo mật Chuo Bohan ở Fujieda, Shizuoka. Họ được thăng lên Japan Soccer League Hạng 2 vào 1991. Họ tham gia giải đấu mới được thành lập Japan Football League Hạng 2 vào 1992 và đã được thăng Hạng 1 vào năm 1993. Họ đã thay đổi tên của họ để Chuo Bohan F.C. Fujieda blux với ý định trở thành một thành viên J. League. Tuy nhiên, với những khó khăn để có một sân vận động đáp ứng yêu cầu J. League, và với sự cạnh tranh cùng địa phương từ Júbilo Iwata và Shimizu S-Pulse,các fan hâm mộ bóng đá tại tỉnh Shizuoka đã được coi là bão hòa. Kết quả là, trong năm 1994, họ quyết định chuyển đến Fukuoka, nơi cư dân mong muốn có một câu lạc bộ địa phương thi đấu tại J.League. Họ đã thông qua tên mới là Fukuoka blux và trở thành một thành viên liên kết J.League.
Lưu ý: câu lạc bộ nghiệp dư Chuo Bohan F.C. đã tích cực ở Fujieda cho đến năm 2006.

### 1995 (JFL)
Mùa giải đầu tiên ở Fukuoka thấy họ giành chức vô địch JFL với sự giúp đỡ từ người Argentina Hugo Maradona và họ đã được thăng J. League.

### 1996– 1998 (J. League)
Họ quyết định thay đổi tên của họ để Avispa Fukuoka để tránh tranh chấp thương hiệu tiềm năng với thương hiệu may quần áo nam Brooks Brothers. Câu lạc bộ mua cầu thủ kinh nghiệm như cựu danh thủ Nhật Bản thi đấu quốc tế Satoshi Tsunami và hậu vệ Hideaki Mori, nhưng họ kết thúc ở vị trí thứ 15 khiêm nhường trong mùa 1996. Họ kết thúc dưới cùng của bảng xếp hạng giải đấu hai mùa giải liên tiếp 1997-1998. Vào cuối mùa giải 1998, Avispa đã tham gia vào các trận play-off nhưng họ suýt rớt hạng. Trong khoảng thời gian này, phía trước Yoshiteru Yamashita và tiền vệ Chikara Fujimoto đã được lựa chọn cho  đội tuyển bóng đá quốc gia Nhật Bản.
Lưu ý: Không có đội bóng đã xuống hạng từ J.League cho đến năm 1998. Với quan điểm nền tảng của J.League Division 2 trong năm 1999, xuống hạng/khuyến khích đá play-off đã được tổ chức lần đầu tiên vào năm 1998.

### 1999– 2001 (J1)
Năm 1999, họ một lần nữa củng cố đội hình bằng cách mua cầu thủ kinh nghiệm như tuyển quốc gia trước đây Nobuyuki Kojima và Yasutoshi Miura cũng như của Nam Tư là Nenad Maslovar. Họ đã chiến thắng một cuộc chiến trụ hạng khốc liệt và cuối cùng trụ hạng lại. Vào năm 2000, cầu thủ người Argentine David Bisconti và cầu thủ người Romanian Pavel Badea được chuyển đến Fukuoka và họ kết thúc câu lạc bộ giúp đạt ví trí thứ 6 trong giai đoạn thứ hai của giải. Trong 2001, câu lạc bộ mua cựu cầu thủ Hàn Quốc từng thi đấu quốc tế là Noh Jung-Yoon và Yoshika Matsubara nhưng họ kết thúc nở vị trí 15 và bị xuống hạng để J2.

### 2002– 2005 (J2)
Năm 2002, họ giữ cầu thủ kinh nghiệm và ra lò những cầu thủ trẻ như Daisuke Nakaharai và Yoshiteru Yamashita nhưng cuối cùng họ đạt vị trí thứ 8 trên 10. Trong năm 2002, với người quản lý mới Hiroshi Matsuda, họ quyết định tuyển dụng và bồi dưỡng cầu thủ trẻ, những người tốt nghiệp từ các trường trung học địa phương thay vì mua những cầu thủ giàu kinh nghiệm từ các câu lạc bộ khác. Họ ban đầu gặp khó khăn nhưng đã trở lại tốt và kết thúc ở vị trí thứ 4. Trong năm 2004, họ kết thúc vị trí thứ 3 và đủ điều kiện cho các trận play-off nhưng Kashiwa Reysol tiêu tan hy vọng thăng tiến của họ bằng cách đánh bại họ ở  trận lượt đi và về (tổng tỉ số cả hai lượt là 2–0). Vào 2005, họ kết thúc thứ 2 và đã đạt được khuyến khích được lên đá J1. Cầu thủ của Avispa là Hokuto Nakamura và Tomokazu Nagira đại diện Nhật Bản cho 2005 World Youth Championship ở Hà Lan.

### 2006 (J1)
Họ đã tham gia vào một cuộc chiến trụ hạng kể từ đầu mùa giải. Họ đã kết thúc ở vị trí 16 và đã bị chuyển xuống J2 sau trận đá play-off với Vissel Kobe, khi họ để tỉ số chỉ là 0–0 ở Kobe, sau đó 1-1 tại sân nhà của họ. Giống như nhiều đội bóng J2 điều này đã dẫn đến các vấn đề tài chính. Tờ Daily Yomiuri báo cáo rằng trong năm 2006 Avispa cần 535 triệu yen trong các khoản vay từ chính quyền tỉnh, thành phố địa phương.

### 2007– 2008 (J2)
Với mục tiêu trụ hạng đến từ một người quản lý mới, cựu thủ Đức Pierre Littbarski. "Litti" đến từ Australia A-League, mang theo một số cầu thủ giàu kinh nghiệm của mình như Mark Rudan, Joel Griffiths và Ufuk Talay, nhưng anh không thể để chỉ đạo Avispa để có thành công nào đáng chú ý. Sau khi đã kết thúc ở vị trí thứ 7 năm 2007, không có khả năng để cạnh tranh nhóm đầu của giải đấu dẫn đến việc sa thải Littbarski vào giữa năm 2008. Ông được thay thế bởi cựu cầu thủ Avispa Yoshiyuki Shinoda.

### 2009 (J2)
Sự ra đi của Littbarski cùng lúc với sự ra đi của các cầu thủ Australia của câu lạc bộ, những người phần lớn được thay thế bằng cầu thủ trẻ từ trường đại học cơ bản Kyushu. Sau một khởi đầu hợp lý, tình hình Avispa ở giai đoạn sau xuống dốc mạnh, với kết quả những trận gần đó bao gồm 6-0 và 5-0 thua đậm lần lượt trước Ventforet Kofu và Mito Hollyhock. Câu lạc bộ kết thúc ở nửa dưới của bảng với hy vọng kết thúc thi đấu ở J2 bị tiêu tan thêm một năm nữa.

### 2010 (J2)
Yoshiyuki Shinoda củng cố đội hình cho mùa giải 2010 bằng cách thêm cầu thủ từ đội đại học ở địa phương và đón tiền vệ Kosuke Nakamachi và Genki Nagasato họ trước đây chơi với nhau tại Shonan Bellmare.
Mùa giải bắt đầu từ từ với đội dành chỉ có một điểm và ra khỏi tình trạng đó từ 15 tháng 3, nhưng sau đó nhìn thấy một sự cải thiện hiệu quả đáng kể như họ Họ đã dành giành chiến thắng 17 trong 25 trận tiếp theo bao gồm chiến thắng dễ dàng trước đối JEF United. Do JEF United đã bị bỏ xa điểm nhiều hơn so với Avispa tiến hành cuộc trở lại J1 với hai trận đấu cuối của mùa giải.
Tiền đạo được ưa thích Tetsuya Okubo được ra lò vào cuối mùa giải, cùng với bốn người chơi khác như đội hình đã được chuẩn bị cho J1.

### 2011 (J1)
Việc tham gia J1 đáng kể đã nhìn thấy một số thay đổi trong đội hình như Takuya Matsuura đã được đưa vào để thay thế Genki Nagasato người đã rời để Ventforet Kofu ở dưới cùng, Shogo Kobara, Kim Min-je và Takumi Wada đến để củng cố phòng ngự, trong khi Sho Naruoka và Kentaro Shigematsu đến để thử và điểm số mục tiêu để giữ cho câu lạc bộ trong bộ phận.
Nghiêng của tất cả các chuyên gia về J-League Sau Game Show để kết thúc mùa giải ở vị trí thứ 18, các cầu thủ phải vật lộn để hóa gel và đi cho 13 trận đấu đầu tiên của mùa giải mà không kiếm được một điểm.
Mặc dù tăng nhẹ đối với người quản lý nghỉ giữa mùa Shinoda rời câu lạc bộ phải được thay thế bởi huấn luyện viên trưởng Tetsuya Asano.
Trong khi kết quả tiếp tục cải thiện, mà đỉnh cao trong một 6-0 đi giành chiến thắng để Montedio Yamagata, câu lạc bộ không thể kéo mình ra khỏi khu vực xuống hạng và kết thúc mùa giải ở vị trí thứ 17 bị xuống hạng trở lại J2.
Vào cuối mùa giải người quản lý đã được thay đổi một lần nữa với Koji Maeda được đưa vào để thay thế Asano rời đi.

### 2012 (J2)
Đội bóng đã tìm cách để chiến thẳng để trở lại J1 khi về vị trí thứ hai nhưng đã phải chịu đựng mùa tồi tệ nhất trong lịch sử của câu lạc bộ khi họ kết thúc nằm thứ 18 thấp nhất trong bảng; chỉ thắng 9 trận trong cả mùa giải và để thủng lưới 68 bàn thắng (chỉ sau Gainare Tottori bị thủng lưới nhiều nhất trong mùa giải).
Sự kết thúc của mùa nhìn thấy Koji Maeda một phần với các câu lạc bộ khi họ nhìn để xây dựng lại hướng tới một năm 2013 tốt hơn.

### 2013 (J2)
Các câu lạc bộ trở lại với việc thuê một người quản lý không Nhật Bản lần đầu tiên kể từ Pierre Littbarski cầu thủ Slovenia Marijan Pusnik đến.
Khi ông nhìn thấy một chú trọng hơn cho hướng phát triển của các cầu thủ trẻ ở câu lạc bộ như tân binh Yuta Mishima và Takeshi Kanamori đã được trao cơ hội trong đội hình chính.
Kết quả trên sân ngay lập tức được cải thiện và câu lạc bộ đang cạnh tranh xung quanh các vị trí play-off cho đến khi sụt giảm ở dạng giữa mùa giải trùng hợp với thông báo rằng câu lạc bộ cần 50 triệu ¥ vẫn dung môi. Các câu lạc bộ kết thúc ở vị trí thứ 14, nhưng không tìm thấy tiền để ở lại nổi, với Pusnik đồng ý ở lại làm quản lý cho một mùa giải nữa.

### 2014 (J2)
Avispa đích ở vị trí thứ 16. Hợp đồng Pušnik của không được gia hạn và ông trở về Slovenia.

### 2015 (Thăng hạng lên J1)
Câu lạc bộ đã thuê huấn luyện viên mới Masami Ihara người hai lần bị xử lý Kashiwa Reysol trong một nhân viên chăm sóc. Họ đứng thứ ba và đã được thăng chức trở lại J1 trong chiến thắng play-off.

## Cầu thủ hiện tại
Tính đến 19 tháng 1 năm 2022
Ghi chú: Quốc kỳ chỉ đội tuyển quốc gia được xác định rõ trong điều lệ tư cách FIFA. Các cầu thủ có thể giữ hơn một quốc tịch ngoài FIFA.
| Số | VT | Quốc gia    | Cầu thủ                   |
| -- | -- | ----------- | ------------------------- |
| 2  | HV | Nhật Bản    | Masato Yuzawa             |
| 3  | HV | Nhật Bản    | Tatsuki Nara              |
| 4  | TV | Nhật Bản    | Takuya Shigehiro          |
| 5  | HV | Nhật Bản    | Daiki Miya                |
| 6  | TV | Nhật Bản    | Hiroyuki Mae              |
| 7  | TV | Nhật Bản    | Takeshi Kanamori          |
| 8  | TV | Nhật Bản    | Taro Sugimoto             |
| 9  | TĐ | Tây Ban Nha | Juanma Delgado            |
| 10 | TĐ | Nhật Bản    | Hisashi Jogo (Đội trưởng) |
| 11 | TV | Nhật Bản    | Yuya Yamagishi            |
| 13 | HV | Nhật Bản    | Takaaki Shichi            |
| 14 | TV | Bỉ          | Jordy Croux               |
| 15 | HV | Nhật Bản    | Yuta Kumamoto             |
| 16 | TĐ | Nhật Bản    | Daiki Watari              |
| 17 | TĐ | Brasil      | Lukian                    |

| Số | VT | Quốc gia | Cầu thủ           |
| -- | -- | -------- | ----------------- |
| 18 | TĐ | Nhật Bản | Toshiki Toya      |
| 19 | TV | Nhật Bản | Sotan Tanabe      |
| 21 | TM | Nhật Bản | Takumi Yamanoi    |
| 22 | HV | Nhật Bản | Naoki Wako        |
| 23 | TM | Nhật Bản | Rikihiro Sugiyama |
| 25 | TV | Nhật Bản | Yuji Kitajima     |
| 26 | HV | Nhật Bản | Seiya Inoue       |
| 29 | HV | Nhật Bản | Yota Maejima      |
| 31 | TM | Nhật Bản | Masaaki Murakami  |
| 33 | HV | Brasil   | Douglas Grolli    |
| 39 | TV | Nhật Bản | Tatsuya Tanaka    |
| 40 | TV | Nhật Bản | Shun Nakamura     |
| 41 | TM | Nhật Bản | Takumi Nagaishi   |
| 44 | HV | Nhật Bản | Kimiya Moriyama   |

### Cho mượn
Ghi chú: Quốc kỳ chỉ đội tuyển quốc gia được xác định rõ trong điều lệ tư cách FIFA. Các cầu thủ có thể giữ hơn một quốc tịch ngoài FIFA.
| Số | VT | Quốc gia | Cầu thủ                               |
| -- | -- | -------- | ------------------------------------- |
| —  | HV | Nhật Bản | KennedyEgbus Mikuni (tại Tochigi SC)  |
| —  | HV | Nhật Bản | Kaito Kuwahara (tại Renofa Yamaguchi) |

## Ghi nhận như thành viên J. League
| Mùa giải | Giải đấu | Tổng số đội | Vị trí | Bình quân tham dự giải đấu | J. League Cup | Emperor's Cup |
| -------- | -------- | ----------- | ------ | -------------------------- | ------------- | ------------- |
| 1996     | J1       | 16          | 15     | 9,737                      | Vòng loại     | Vòng 4        |
| 1997     | J1       | 17          | 17     | 8,653                      | Vòng loại     | Vòng 4        |
| 1998     | J1       | 18          | 18     | 10,035                     | Vòng loại     | Vòng 4        |
| 1999     | J1       | 16          | 14     | 11,467                     | Vòng 2        | Vòng 4        |
| 2000     | J1       | 16          | 12     | 13,612                     | Vòng 2        | Vòng 4        |
| 2001     | J1       | 16          | 15     | 13,822                     | Vòng 2        | Vòng 3        |
| 2002     | J2       | 12          | 8      | 6,491                      | -             | Vòng 4        |
| 2003     | J2       | 12          | 4      | 7,417                      | -             | Vòng 3        |
| 2004     | J2       | 12          | 3      | 8,743                      | -             | Vòng 4        |
| 2005     | J2       | 12          | 2      | 10,786                     | -             | Vòng 4        |
| 2006     | J1       | 18          | 16     | 13,780                     | Vòng loại     | Vòng 5        |
| 2007     | J2       | 13          | 7      | 9,529                      | -             | Vòng 4        |
| 2008     | J2       | 15          | 8      | 10,079                     | -             | Vòng 3        |
| 2009     | J2       | 18          | 11     | 7,763                      | -             | Vòng 3        |
| 2010     | J2       | 19          | 3      | 8,821                      | -             | Tứ kết        |
| 2011     | J1       | 18          | 17     | 10,415                     | Vòng loại     | Vòng 3        |
| 2012     | J2       | 22          | 18     | 5,586                      | -             | Vòng 3        |
| 2013     | J2       | 22          | 14     | 5,727                      | -             | Vòng 2        |
| 2014     | J2       | 22          | 16     | 5,062                      | -             | Vòng 2        |
| 2015     | J2       | 22          | 3      | 8,736                      | -             | Vòng 3        |
| 2016     | J1       | 18          | 18     | 12,857                     | Tứ kết        | Vòng 2        |

## Huấn luyện viên
| - Hidehiko Shimizu (1996) - Carlos Pachamé (1997) - Takaji Mori (1998) - Ilija Petković (1998–99) - Yoshio Kikugawa (1999) - Nestor Omar Piccoli (2000–01) - Masataka Imai (2002) - Tatsuya Mochizuki (interim) (2002) - Shigekazu Nakamura (2002) | - Hiroshi Matsuda (2003–06) - Ryoichi Kawakatsu (2006) - Pierre Littbarski (2006–08) - Yoshiyuki Shinoda (2008–11) - Tetsuya Asano (2011) - Koji Maeda (2012) - Futoshi Ikeda (2012) - Marijan Pušnik (2013–14) - Masami Ihara (2015–) |  |